# Capitana
Marina di Capitana is een plaats (frazione) in de Italiaanse gemeente Quartu Sant'Elena.